# Vilhelmine Zahle
Julie Vilhelmine Kirstine Natalie Zahle (født 20. maj 1868 i Norgesgade 19 (nuv. Bredgade), København, død 28. februar 1940 på Vejle Hospital) var en dansk forfatter og lærer. Hendes litterære produktion var meget sparsom, men indeholder den første beskrivelse på dansk af lesbisk kærlighed.

## Liv
Zahle var datter af den radikale præst og folketingsmand P. Chr. Zahle og Clara Ernestine Emilie Melbye (1841-1868), hun fik i 1870 skolelederen og udgiveren Wilhelmine Zahle som stedmor. Zahle blev født i København, men voksede op hos bedsteforældrene. Hun læste til skuespiller, men endte med at blive lærer og gift i 1891. Hun blev skilt i 1905. Efter skilsmissen rejste hun med datteren, som blev skuespiller, og datterdatteren rundt i Europa. Hun blev gift igen i 1918.
Novellesamlingen Vildsomme Veje, som blev udgivet i 1890, rummer to fortællinger om unge piger, der udforsker deres seksualitet, inden de bliver gift.

## Forfatterskab
Zahle udgav kun to noveller, samlet i Vildsomme Veje. Som titlen lyder, er det afvejene i det spirende moderne seksuelle landskab, der skildres. Begge noveller har en kvindelig hovedperson i den giftefærdige alder, og begge går de på opdagelser i erotikken og deres egen seksualitet. Og i begge tilfælde ender de i et traditionelt ægteskab – hvor udforskningen af seksualiteten ophører.
I novellen "I Sommerferien" vender Valborg tilbage til sin solide grosserer efter at have forelsket sig grænseløst under et sommerophold i en landlig præstegårdsidyl. I "Ogsaa en Kærlighedshistorie" syner Martha hen, da veninden – genstanden for Marthas forelskelse – gifter sig. Den sidstnævnte novelle er bemærkelsesværdig. Dels ved sit plot, der kan ses som et udtryk for, at det nye fokus på kønnet samtidig har avlet en seksuel norm for kvindelig seksualitet. Dette ytrer sig dels i venindens spørgsmål: "... om der virkelig kunde existere saa mærkelige udrustede Kvinder, der kun formaa at fatte Kærlighed til en af deres eget Køn". Og dels er teksten fyldt af en påfaldende og stadig spørgen til naturen. Ud fra en ironisk fortællerposition, hvor udsagnet tilsyneladende undsiges – "Et underligt, planløst, unaturligt Sværmeri!" – og ud fra en medfølende fortællerstemme, hvor Marthas egen stemmeføring lader sig høre.